# جيم ميلر (لاعب كرة قدم أمريكية، مواليد 1920)
جيم ميلر (بالإنجليزية: Jim Miller)‏ هو مدرب رياضي أمريكي، ولد في عقد 1920 في ماسيلون في الولايات المتحدة.